# Орский промышленный округ
Орский промышленный округ — административно-территориальная единица в составе Средне-Волжского края, существовавшая в феврале — декабре 1934 года.
Орский промышленный округ с центром в городе Орск был образован в составе Средневолжского края 14 февраля 1934 года для удобства управления активно развивающейся промышленной территорией. Он включал 3 района — Домбаровский, Кваркенский и Новопокровский, а также город окружного подчинения Орск.
7 декабря 1934 года президиум ВЦИК принял постановление об образовании Оренбургской области. Орский промышленный округ был упразднён, а его районы перешли в подчинение Оренбургской области.